# Romolo di Fiesole
San Romolo di Fiesole (fl. I secolo) è venerato come martire dalla Chiesa cattolica, la quale ne fissa la memoria al 6 luglio. È considerato il patrono di Fiesole, in Toscana, città nella quale avrebbe subito il martirio al tempo dell'imperatore Domiziano (81-96).

## Biografia

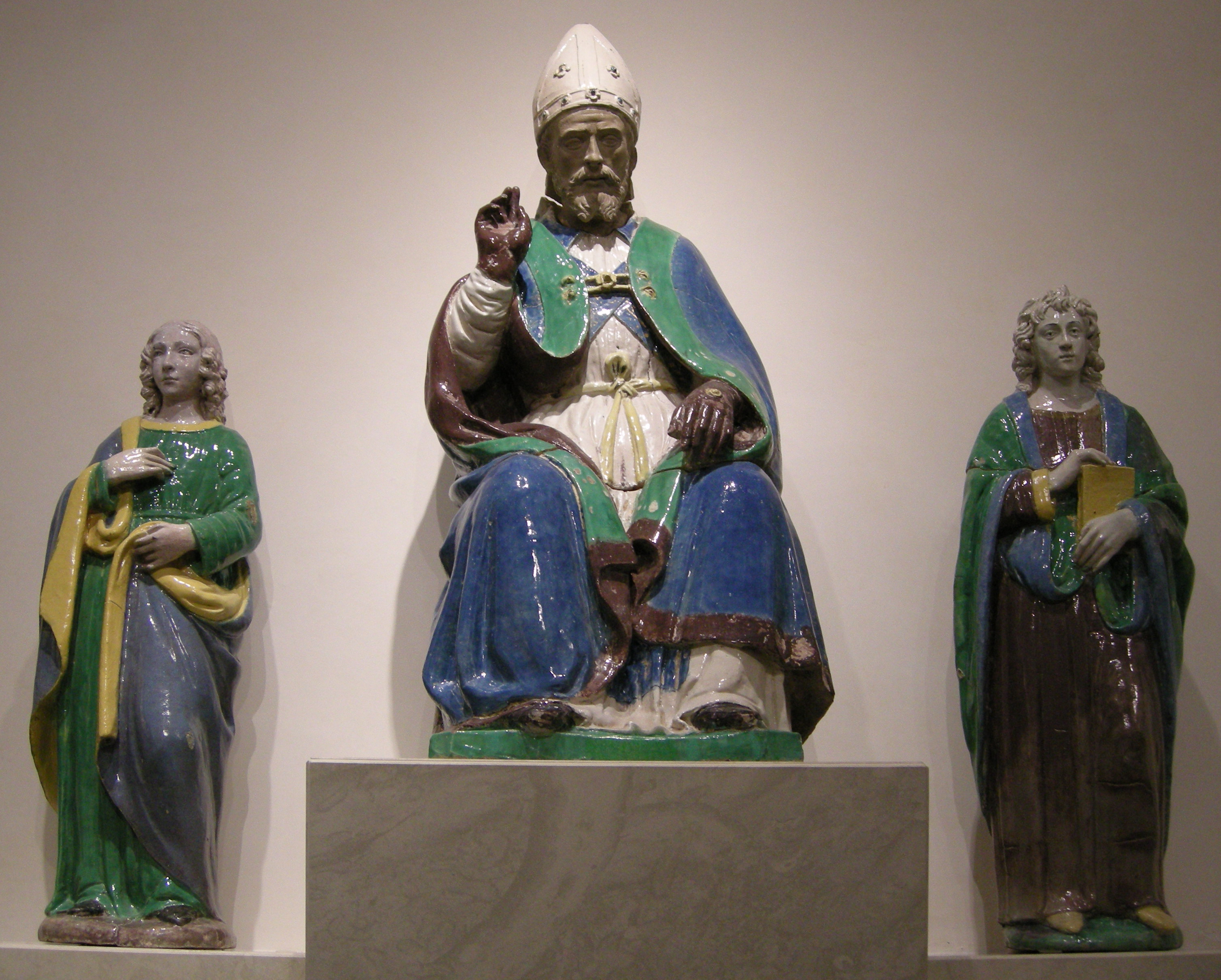
Statua di San Romolo, opera di Benedetto Buglioni e bottega, conservata nel Museo Bandini

Le notizie sul patrono della città toscana sono in gran parte leggendarie: la chiesa di Fiesole lo commemora come il protomartire della città, di origini romane, ma trasferitosi, insieme a quattro compagni di fiducia, in Toscana per l'evangelizzazione.
In realtà, Romolo era un diacono cittadino vissuto non al tempo degli apostoli, bensì alla fine del IV secolo; la carica di sacerdote o vescovo gli sarebbe stata attribuita successivamente. Tale convinzione rimase fino alla fine del X secolo in seguito alle prediche di un certo abate Teuzone, il quale, sostenendo di aver analizzato dettagliatamente una lastra tombale quasi illeggibile, divulgò che il santo non era altro che un martire della Chiesa fiesolana, vissuto nel I secolo.
Sui nuovi dati forniti dall'abate fiorirono numerosissime leggende, storicamente infondate, ma ampiamente influenzate da quelle di personaggi omonimi, come Romolo, il leggendario fondatore di Roma. La vita più conosciuta del santo è narrata da tre codici, composti tra l'XI e il XIV secolo e riprende una nota del Martirologio di Usuardo che, in data 6 luglio, fa menzione di un gruppo di martiri, tra i quali anche Romolo, uccisi in Toscana sotto l'impero di Domiziano.
Raccontano gli scritti che Romolo, un giovane non fiesolano bensì romano, in assonanza al nome, nacque in una nobile famiglia forse verso la metà del I secolo. Non è chiaro il motivo per cui, ancora neonato, venne esposto su una collina; tuttavia una lupa si prese cura di lui, allattandolo insieme ai suoi cuccioli.
Cresciuto in questo stato fino alla maturità, Romolo, conquistato dalle prediche dell'apostolo Pietro, attivo nell'Urbe poco dopo l'anno 60, si convertì al Cristianesimo e ricevette il battesimo dallo stesso apostolo. Si dedicò quindi all'evangelizzazione, inizialmente a Roma, ma estendendola in seguito alle città di Sutri e Nepi. Gli ottimi frutti derivanti dalla sua opera spinsero San Pietro a nominare Romolo vescovo e ad inviarlo in missione insieme a due compagni a Fiesole, in Etruria.
Incamminandosi verso la città, Romolo passò per Volterra dove incontrò altri due discepoli di San Pietro che raccontarono di essere già stati a Fiesole per l'evangelizzazione, non ottenendo però alcun risultato dato che la popolazione del posto era interamente dedita al culto pagano. Il santo, per nulla sfiduciato, li confortò e li invitò a seguirli. Una volta giunti presso le porte della città toscana, i missionari vennero scacciati dalla popolazione locale e dal loro governatore, sicché Romolo e i suoi seguaci (in tutto quattro: Carissimo, Marchiziano, Crescenzio e Dolcissimo) decisero di abbandonare per un certo tempo quella terra pagana per predicare il Vangelo in Lombardia, a Brescia e a Bergamo.
Dopo essersi trattenuto per un certo tempo a Nord con i compagni, Romolo ricevette da un angelo l'ordine di ritornare a Fiesole; penetrato segretamente nella città, diede dunque inizio a una serie di conversioni e miracoli che spinsero al battesimo numerosi pagani.
La leggenda parla di numerosi episodi leggendari attribuiti a Romolo: si racconta che un giorno il santo, avendo bisogno di acqua, ne chiese ad una donna del posto la quale rifiutò; per punizione, l'acqua che possedeva venne tramutata in sangue. Alcuni affreschi ricordano un altro noto episodio della sua vita: la guarigione di un giovinetto di nome Celso, posseduto dal demonio.
Le conversioni di massa portate da Romolo nel territorio fiesolano scatenarono l'ira del governatore cittadino, Repertiano, portatore del culto pagano nella zona, il quale fece arrestare Romolo e i suoi quattro compagni. Al loro rifiuto di sacrificare agli dèi, essi vennero dapprima torturati e infine condotti all'esterno della città, dove vennero decapitati. Era l'estate dell'anno 90.
I corpi di Romolo e dei compagni vennero raccolti da alcuni cristiani e seppelliti ai piedi della collina, alla sinistra del fiume Mugnone e della strada etrusco-romana, in un cimitero nei dintorni della città.
Una tradizione popolare vuole che Romolo facesse parte di un gruppo di cristiani, sfuggiti da Fiesole a causa delle persecuzioni portando con loro la sacra immagine della Vergine dipinta da San Luca, stabilitosi nella località del santuario dell'Impruneta, vicino a Firenze.

## Culto
I resti del santo sono da circa due millenni custoditi nel Duomo di Fiesole che gli è dedicato; a lungo venerati nell'antico cimitero dove si riteneva fosse stato deposto dopo il martirio, vennero trasferiti nella cattedrale della città il 17 febbraio 1028 dal vescovo Jacopo il Bavaro.